# Mycologia
Mycologia is het wetenschappelijke tijdschrift van de Mycological Society of America. Het tijdschrift verschijnt sinds 1909 als voortzetting van Journal of Mycology, dat in 1885 voor het eerst verscheen. Sinds de oprichting in 1932 van de Mycological Society of America, dient het als de officiële publicatie van deze vereniging. Tussen 1909 en 1924 was William Alphonso Murrill redacteur van het tijdschrift. Tussen 2009 en 2014 dient Jeffrey Stone als hoofdredacteur. 
Het peer reviewed tijdschrift publiceert over alle aspecten van schimmels en korstmossen. Mogelijke onderwerpen zijn fysiologie, biochemie, ecologie, pathologie, ontwikkelingsbiologie, morfologie, systematiek, celbiologie, genetica, moleculaire biologie, evolutiebiologie, toepassingen en nieuwe technieken.
Zowel leden als niet-leden van de Mycological Society of America kunnen in het tijdschrift publiceren. In het tijdschrift verschijnen onderzoeksartikelen, mededelingen of korte artikelen met betrekking tot onderzoek of nieuwe technieken, artikelen op verzoek, reviewartikelen en minireviews. 